# Бернадоти
Династија Бернадот је тренутна владајућа шведска династија. Од 1818. до 1905. припадници династије Бернадот су били и краљеви Норвешке.
Династија је настала када је пријесто Шведске и Норвешке преузео Жан Батист Бернадот (владао у Шведској као Карл XIV Јуан, а у Норвешкој као Карл III Јохан). Он је изабран за насљедника шведског пријестола пошто је тадашњи краљ, Карло XIII, био посљедњи члан династије Холштајн-Готорп и није имао дјеце.
Године 1905. Норвешка је напустила унију са Шведском. Норвешки пријесто је био понуђен једном од млађих синова шведског и тада већ бившег норвешког краља Оскара II, али Оскар је одбио понуду. Умјесто њега, за краља је изабран Хокон VII, унук шведско-норвешког краља Карла XV и потомак династије Бернадот, који је владао као Хокон VII.
Данашњи поглавар династије је шведски краљ Карл XVI Густаф.